# César Mena
César Augusto Mena Mosquera (Apartadó, 15 de octubre de 1988) es un futbolista colombiano. Juega como defensa central y su equipo actual es la Atlético Pantoja de la Liga Dominicana de Futbol.

## Trayectoria
Profesionalmente comenzó a jugar por el Deportivo Pereira en el 2010 donde no tuvo muchas oportunidades de jugar, debido a la falta de confianza de su técnico Walter Ariztizabal, tenía todo listo para fichar por el Atlético Bucaramanga, sin embargo eligió emigrar al exterior y fichar por el Total Chalaco club con el cual descendió y jugó solo 11 partidos.

## Clubes
| Club                | País                 | Año           |
| ------------------- | -------------------- | ------------- |
| Atlético Bello      | Colombia             | 2007          |
| Godoy Cruz          | Argentina            | 2009          |
| Deportivo Pereira   | Colombia             | 2010          |
| Total Chalaco       | Perú                 | 2010          |
| Olaria AC           | Brasil               | 2011          |
| Cúcuta Deportivo    | Colombia             | 2012          |
| Atlético Huila      | Colombia             | 2013 - 2014   |
| Jaguares de Córdoba | Colombia             | 2015          |
| Rionegro Águilas    | Colombia             | 2016          |
| Patriotas Boyacá    | Colombia             | 2017          |
| Unión Comercio      | Perú                 | 2017-2018     |
| San José            | Bolivia              | 2018-2020     |
| Sur-Car             | Bolivia              | 2021-2022     |
| Real Sociedad       | Honduras             | 2022          |
| Atlético Pantoja    | República Dominicana | 2023-presente |

## Estadísticas
| Club                           | Temporada           | Liga  | Liga  | Copa Nacional | Copa Nacional | Copa Internacional | Copa Internacional | Total | Total |
| Club                           | Temporada           | Part. | Goles | Part.         | Goles         | Part.              | Goles              | Part. | Goles |
| ------------------------------ | ------------------- | ----- | ----- | ------------- | ------------- | ------------------ | ------------------ | ----- | ----- |
| Deportivo Pereira · Colombia   | 2010                | 5     | 0     | 0             | 0             | -                  | -                  | 5     | 0     |
| Deportivo Pereira · Colombia   | Total               | 5     | 0     | 0             | 0             | 0                  | 0                  | 5     | 0     |
| Total Chalaco · Perú           | 2010                | 11    | 0     | 0             | 0             | -                  | -                  | 11    | 0     |
| Total Chalaco · Perú           | Total               | 11    | 0     | 0             | 0             | 0                  | 0                  | 11    | 0     |
| Olaria · Brasil                | 2011                | 3     | 0     | 0             | 0             | -                  | -                  | 3     | 0     |
| Olaria · Brasil                | Total               | 3     | 0     | 0             | 0             | 0                  | 0                  | 3     | 0     |
| Cúcuta Deportivo · Colombia    | 2011                | 9     | 1     | 4             | 0             | -                  | -                  | 13    | 0     |
| Cúcuta Deportivo · Colombia    | Total               | 9     | 1     | 4             | 0             | 0                  | 0                  | 13    | 1     |
| Atlético Huila · Colombia      | 2013                | 4     | 0     | 0             | 0             | -                  | -                  | 4     | 0     |
| Atlético Huila · Colombia      | 2014                | 26    | 0     | 5             | 0             | -                  | -                  | 31    | 0     |
| Atlético Huila · Colombia      | Total               | 30    | 0     | 5             | 0             | 0                  | 0                  | 35    | 0     |
| Jaguares de Córdoba · Colombia | 2015                | 10    | 0     | 0             | 0             | -                  | -                  | 10    | 0     |
| Jaguares de Córdoba · Colombia | Total               | 10    | 0     | 0             | 0             | 0                  | 0                  | 10    | 0     |
| Rionegro Águilas · Colombia    | 2016                | 7     | 0     | 0             | 0             | -                  | -                  | 7     | 0     |
| Rionegro Águilas · Colombia    | Total               | 7     | 0     | 0             | 0             | 0                  | 0                  | 7     | 0     |
| Patriotas Boyacá · Colombia    | 2017                | 2     | 0     | 5             | 0             | -                  | -                  | 7     | 0     |
| Patriotas Boyacá · Colombia    | Total               | 2     | 0     | 5             | 0             | 0                  | 0                  | 7     | 0     |
| Unión Comercio · Perú          | 2017                | 15    | 0     | 0             | 0             | -                  | -                  | 15    | 0     |
| Unión Comercio · Perú          | Total               | 15    | 0     | 0             | 0             | 0                  | 0                  | 15    | 0     |
| San José · Bolivia             | 2018                | 9     | 1     | 0             | 0             | -                  | -                  | 9     | 1     |
| San José · Bolivia             | 2019                | 24    | 1     | 0             | 0             | 3                  | 1                  | 27    | 2     |
| San José · Bolivia             | 2020                | 2     | 0     | 0             | 0             | -                  | -                  | 2     | 0     |
| San José · Bolivia             | Total               | 35    | 2     | 0             | 0             | 3                  | 1                  | 38    | 3     |
| Total en su carrera            | Total en su carrera | 127   | 3     | 14            | 0             | 3                  | 1                  | 144   | 4     |

- Actualizado el 23 de fabrero 2020

## Palmarés

### Títulos nacionales
| Título           | Club     | País    | Año           |
| ---------------- | -------- | ------- | ------------- |
| Primera División | San José | Bolivia | Clausura 2018 |